# SN 1998E
SN 1998E – supernowa typu IIn odkryta 29 stycznia 1998 roku w galaktyce NGC 5161. W momencie odkrycia miała maksymalną jasność 16,50m.